# Baquerín de Campos
Baquerín de Campos é um município da Espanha na província de Palência, comunidade autónoma de Castela e Leão, de área 21,82 km² com população de 24 habitantes (2004) e densidade populacional de 1,10 hab/km².

## Demografia
| Variação demográfica do município entre 1991 e 2004 | Variação demográfica do município entre 1991 e 2004 | Variação demográfica do município entre 1991 e 2004 | Variação demográfica do município entre 1991 e 2004 |
| --------------------------------------------------- | --------------------------------------------------- | --------------------------------------------------- | --------------------------------------------------- |
| 1991                                                | 1996                                                | 2001                                                | 2004                                                |
| 45                                                  | 41                                                  | 25                                                  | 24                                                  |